# Rerum Italicarum scriptores
Die Editionsreihe Rerum Italicarum scriptores (RIS) geht auf Ludovico Antonio Muratori zurück, der die lateinischen Quellen zur italienischen Geschichte aus der Zeit zwischen dem 6. und dem frühen 16. Jahrhundert ab 1723 als Druckwerk herausgeben wollte. Auf dieser Serie mit ihren 26 Bänden aufbauend, entstand zwischen 1900 und 1975 eine II. Serie. Seit 1999 entsteht eine III. Serie. Zur Unterscheidung der Serien wird oftmals das Kürzel RIS1 oder RIS2 verwendet.

## I. Serie oderEdizione muratoriana(1723–1751)
Muratori nahm dabei eine Anregung Apostolo Zenos auf. Muratori selbst edierte zwischen 1723 und 1751 in Mailand 25 als tomo bezeichnete Einheiten in insgesamt 28 Bänden. Unterstützt wurde das Werk von der Società Palatina zu Mailand durch zwölf Aristokraten, vor allem durch Filippo Argelati (1685–1755), Donato II. Silva (1690–1779), der eine umfangreiche Bibliothek gegründet hatte, und Carlo Archinto (1670–1732). Alle Bände erschienen in Mailand.
Diese Werke sind:
- Tomo I, 1723 (gutenberg.beic.it Digitalisat), Biblioteca Europea di Informazione e Cultura (BEIC)
  - Historia Miscella ab incerto auctore consarcinata complectens Eutropii Historiam Romanam, quam Paulus Diaconus rogatu Adelbergae Beneventanae ducis, a Valentiniano Imperio, usque ad tempora Justiniani deduxit, et Landulphus Sagax, seu quisquam alius continuavit usque ad annum Christi 806, S. 1–178.
  - Landulphi Sagacis addimentum ad Historiam Miscellam, S. 179–186.
  - Jordanis seu Jornandis Historia de Getarum sive Gothorum origine et rebus gestis, S. 187–221.
  - Jordanis seu Jornandis de Regnorum et temporum successione, S. 222–242.
  - Procopii Caesariensis Historiarum sui temporis de Bello Gothico Libri IV, S. 243–379.
  - Excerpta ex Agathiae Historia, S. 379–394.
  - Pauli Varnefridi langobardi Diaconi Forojuliensi de Gestis Langobardorum Libri VI, S. 395–512.[1]
- Tomo I, pars secunda, 1725 (gutenberg.beic.it Digitalisat, BEIC; books.google.de)
  - Leges langobardicae secundum ordinem quo singulae prodierunt, S. 1–180.
  - Fragmentum Langobardicae Historiae Paulo Diacono attributum, S. 181–184.
  - Opusculum de Fundatione celeberrimi Monasterii Nonantulani in agro Mutinensi sub novissimis regibus Langobardis, auctore Monacho Nonantulano proximae aetatis, S. 185–196.
  - Opusculum de situ Civitatis Mediolani, una cum Vitis priorum Archiepiscoporum Mediolanensium, auctore Anonymo, qui saeculo Christi IX aut saltem X floruisse videtur, S. 197–227.
  - Ordo antiquus Episcoporum Suffraganeorum Sanctae Mediolanensis Ecclesiae, et Catalogus Archiepiscoporum Mediolanensium a Sancto Barnaba ad annum usque MCCLI, S. 228–232.
  - Excerpta historica ex vetustissimo Kalendario membranaceo manuscripto Ambrosianae Bibliothecae. S. 233–240.
  - Historiae Saracenico-Siculae varia monumenta, nempe:
    - Chronicon Saracenico-Siculum Cantabrigense, S. 242–248;
    - Excerpta ex Chronologia Universali Ismaelis Alemujadad, Abulphedà, regis Amani, S. 249 f.;
    - Continuatio Historiae Saracenorum in Sicilia excerpta ab Historia, cui titulus Asmodferi, auctore Alkadì Sciohabadin filio Abiddami Amaniensi, S. 251–254;
    - Theodosii Monachi epistola de Syracusanis Urbis expugnatione, S. 255–266;
    - Martyrium Sancti Procopii Episcopi Tauromenitani, scriptore Johanne diacono Neapolitano, S. 267–274;
    - Epistola F. Conradi dominicani ad B. Episcopum Cathanensem, sive brevis Chronica ab anno 1027 ad 1283, S. 275–280;
    - Excerpta ex Chronologia Arabica Hazì Aliphè Musfafà, S. 281–284.

  - Chronicon Episcoporum sanctae Neapolitanae Ecclesiae, ab eorum exordio usque ad annum DCCCLXXII, auctore Johanne Diacono ecclesiae S. Januarii, qui eo tempore floruit, S. 285–317.
  - Chronicon Vulturnense, sive Chronicon antiquum Monasterii Sancti Vincentii de Vulturno, auctore Johanne eiusdem coenobii monacho ab anno circiter DCCIII ad MLXXI, S. 319–524.[2]
  - Spicilegium Ravennatis Historiae, sive Monumenta historica ad Ecclesiam et Urbem Ravennatem spectantia, S. 525–584.
- Tomo II, 1723 (Digitalisat, BEIC)
  - Agnelli, qui et Andreas, abbatis Sanctae Mariae ad Blachernas, et Sancti Bartholomaei Ravennatis Liber pontificalis, S. 1–219.
  - Bulla Paschalis Papae I. ad Petronacium Ravennae Archiepiscopum, S. 220.
  - Historia Principum Langobardorum, quae continet antiqua aliquot opuscula de rebus Langobardorum Beneventanae olim Provinciae, quae modo Regnum fere est Neapolitanum, S. 221–344.
  - Epitome Chronicorum Cassinensium auctore Anastasio Bibliothecario, S. 345–370.
  - Anonymi Carmen Panegyricum de laudibus Berengarii Augusti, S. 371–415.
  - Synodus Ticinensis ab episcopis regnique proceribus celebrata pro electione seu confirmatione Widonis in Regem Italiae, S. 416.
  - Liutprandi primum diaconi Ticinensi, demum Episcopi Cremomensis Historia, eiusque Legatio ad Nicephorum Phocam imperatore, S. 417–475.
  - Annales Regum Francorum a tempore quo Carolo Martello defuncto usque ad annum DCCCLXXXII ("Annali bertininiani"), S. 490–576.
- Tomo II, pars altera, 1726 (digitale-sammlungen.de Digitalisat, Münchener Digitalisierungszentrum (MDZ)).
  - Ermoldi Nigellis abbatis Anianensis de rebus gestis Ludovici Pii Augusti ab anno DCCLXXXI usque ad annum DCCCXXVI. Carmen elegiacum, S. 1–82.
  - Annales Lambeciani hoc est Annales Francorum, S. 83–122.
  - Supplementum sive Fragmentum Concilii Romani habiti anno Christi DCCCLXIII, S. 123–130.
  - Oratio Anonymi cuiusdam Episcopi habita in Concilio Romano anno DCCCLXIV, S. 131–142.
  - Acta Concilii Ticinensis anno DCCCLXXVI habiti pro elctione Caroli Calvi in Regem Italiae, S. 143–158.
  - Anonymi Salernitani Paralipomena, hoc est reliqua pars historiae ab eo conscriptae nondum edita ab anno circiter DCCLX usque ad annum circiter DCCCCLX, S. 159–286.
  - Chronicon Farfense sive Historia Monasterii Farfensis ab eius origine usque ad annum MCIV, auctore Gregorio Monacho, S. 287–682.
  - Opuscula tria nondum edita, nempe: Carmen vetustissimum de laudibus Mediolani; Rythmus in obitum Caroli Magni Augusti; Mutinensis Urbis descriptio, sive Addimentum ad vitam Sancti Geminiani episcopi mutinensis, S. 683–694.
  - Chronici Monasterii Novaliciensis fragmenta quae supersunt, auctore Monacho Anonymo scribente circiter annum Christianae aerae MLX, S. 695–766.
  - Chronicon Casauriense, sive Historia Monasterii Casauriensis, auctore Johanne Berardi eiusdem coenobii monacho, ab eius origine usque ad annum MCLXXXII deducta, S. 767–1018.
  - Kalendaria duo pervetusta, S. 1021–1034.
  - Vita Sancti Athanasii episcopi neapolitani a Johanne Diacono et Petro Subdiacono neapolitanis scripta.
  - Variantes lectiones ad Historiam Liutprandi Ticinensi diaconi addendae, S. 1035–1078.
  - Veronae Rhytmica descriptio ab Anonymo circiter annum DCCXC facta, S. 1093–1096.
  - Emendationes Paralipomenon Anonymi Salernitani.
- Tomo III, 1723 (Digitalisat, pars I; Digitalisat, pars 2, beide MDZ)
  - Anastasii Bibliothecarii Vitae Romanorum Pontificum a Beato Petro Apostolo ad Nicolaum I und
  - Vitae nonnullorum Pontificum Romanorum a Nicolao Aragoniae, Pandulpho Pisano, Bernardo Guidone conscriptae, S. 1–684.
- Tomo III, pars altera, 1734
  - Vitae Romanorum Pontificum a sancto Petro usque ad Innocentium VIII, auctoribus Amalrico Augerii, Frodoardo Remensi, Pandulpho Pisano aliiquisque scriptoribus, S. 1–1251.
  - Jannotius Manetti, Vita Nicolai V papae libri IV, S. 907–960.
- Tomo IV, 1723 (digitale-sammlungen.de Digitalisat, MDZ).
  - Arnulphi Mediolanensis historiographi Rerum sui temporis Libri V, S. 1–46.
  - Landulphi senioris Mediolanensis Historiae Libri IV, S. 47–120.
  - Dissertatio, utrum S. Ambrosius clero suo Mediolanensi permiserit, ut virgini nubere semel posset, S. 121–140.
  - Catalogus vetus archiepiscoporum Mediolanensium: ex MS codice bibliothecae Metropolitanae, S. 121–144.
  - Chronica duo brevia regum Italiae: ex MSs codicibus Ambrosianae bibliothecae a Ludovico Antonio Muratorio vulgata, S. 145–150.
  - Chronica sacri Monasterii Casinesis, auctore Leone Cardinali Episcopo Ostiensi, continuatore Petro Diacono eiusdem Coenobii monachis, S. 151–628.
- Tomo V, 1724 (digitale-sammlungen.de Digitalisat, MDZ).
  - Chronologi antiqui quatuor: Herempertus langobardus, Lupus Protospata, Anonymus casinensis, Falco beneventanus, S. 1–134.
  - Annales Casinenses, S. 55–78
  - Necrologium Montis Cassini, S. 75 f.
  - Chronicon anonymi Casinensis, S. 135–144
  - Chronicon ignoti civis Barensis, sive Lupi Protospatae, S. 145–158
  - Historiae principum Langobardorum liber secundus: qui continet dissertationes de institutionibus, finibus et descriptione antiqui ducatus Beneventani ; cui adjicitur series abbatum Casinensium a Petronacio Brixiano et ab anno DCCXX ad abbatem Rainaldum Calamentanum et ad annum MCXXXVII ; demum dissertationes tres, nempe de Colimentana familia, de significarione nominis Porta, et de antiquo situ urbis Capuae, S. 159–244
  - Guilelmi Appuli Historicum Poema de Rebus Normannorum in Sicilia, Appulia et Calabria gestis, usque ad mortem Roberti Guiscardi Ducis, S. 245–277.
  - Chronicon breve Nortmannorum ab anno MXLI usuqe ad annum MLXXXV, auctore Anonymo, S. 278.
  - Gesta Tancredi Principis in expeditione Hierosolymitana, auctore Radulpho Cadomensi eius familiaris, S. 279–334.
  - Vita Mathildis Comitissae, celeberrima principis Italiae, cramine scripta a Donizone presbytero et monacho canusino, S. 335–386.
  - Vita Comitissae Mathildis, oratione soluta, ab auctore Anonymo scripta, S. 387–398.
  - Anonymi Novocomensis Cumanus, sive Poema de Bello et Excidio urbis Comensis ab anno MCXVIII usque ad MCXXVII, S. 399–458.
  - Landulphi Junioris, sive de Sancto Paulo, Historia Mediolanensis ab anno MXCV usque ad annum MCXXXVII: nunc primum prodit ex MStis codicibus Metropolitanae Mediolanensi bibliothecae ; accedunt notae Josephi Antonii Saxii, S. 459–520.
  - Carmen de Laudibus Bergomi magistri Moysis Bergomatis, qui circiter annum Christi MCXX floruit, S. 521–536.
  - Gaufredi Malaterrae monachi benedectini Historia Sicula, S. 537–606.
  - Alexandri Telesini coenobii abbatis de Rebus gestis Rogerii Siciliae Regis libri quatuor, S. 521–536.
  - Gaufredi Malaterrae monachi benedictini Historia Sicula: ad fidem veterum Mstorum a Joanne Baptista Carusio edita, S. 537–606.
  - De rebus gestis Rogerii Siciliae regis libri quatuor, S. 607–646.
- Tomo VI, 1725 (digitale-sammlungen.de Digitalisat, MDZ).
  - Petri Diaconi monachi ac Bibliothecarii Sacri Cassinensis archisterii de Viris Illustribus Cassinensibus opusculum, S. 1–84.
  - Acta translationis corporis S. Geminiani episcopi Mutinensis, quae facta est anno MCVI, ab auctore synchrono conscripta, S. 85–96.
  - Chronica varia Pisana, S. 97–198.
  - Chronicon Pisanum (688-1136), S. 107–110
  - Vitae quatuor priorum Abbatum Cavensium, Alpherii, Leonis, Petri atrque Constabilis, auctore Anonymo, S. 199–240.
  - Caffari eiusque continuatorum Annales Genuenses ab anno MC ad annum usque MCCXCIII, S. 241–608.
  - Brevis Historia liberationis Messanae a Sarracenorum iugo per Comitem Rogerium Normannum factae anno MLX, S. 609–628.
  - Ottoni Frisingensis episcopi, eiusque continuatoris Radevici, Libri de gestis Friderici I Imperatoris, S. 629–860.
  - Ottonis de Sancto Blasio Chronicon, quod et appendix ad libros Ottonis Frisingensis episcopi et Radevici, ad annum usque MCCIX continuata, S. 861–912.
  - Epistola Burchardi, notarii Imperatoris, ad Nicolaum Sigebergensium abbatem de victoria Friderici I et excidio Mediolanensi, S. 913–916.
  - Liber de obsidione Ancone a copiis Friderici I anno MCLXXII peracta, eiusque urbis liberatione, auctore Magistro Boncompagno florentino, S. 917–948.
  - Historia rerum Laudensium Ottonis et Acerbi Morenae, S. 949–1166.
  - Sire Raul sive Radulphi Mediolanensis auctoris synchroni de rebus gestis Friderici I in Italia commentarius, S. 1167–1196.
- Tomo VII, 1725 (digitale-sammlungen.de Digitalisat, MDZ).
  - Chronicon Romualdi II archiepiscopi Salernitani, S. 1–246.
  - Historia Hugonis Falcandi de rebus gestis in Siciliae Regno, S. 247–346.
  - Godefridi Viterbiensis, notarii Conradi III regis, Friderici I imperatoris et Henrici Vi eius filii, Pantheon seu memoria saeculorum, ubi, praetermissis iis quae ad Veteris Testamenti historiam et prima post Christi nativitatem saecula spectant, ad tempora usque Urbani III papae referuntur, 347–520.
  - Sicardi episcopi Cremonensis Chronicon a nativitate Christi usque ad annum MCCXIII, S. 521–628.
  - Chronicon breve Cremonense ab anno 1096 usque ad annum 1233, auctore Anonymo, .
  - Bernardi Thesaurarii Liber de acquisitione Terras Sanctae ab anno MXCV usque ad annum circiter MCCXXX, S. 657–850.
  - Chronicon Fossae Novae ab anno primo nostrae salutis usque ad annum MCCXVII, auctore Anonymo, S. 851–898.
  - Chronicon breve Atinensis Ecclesiae, auctoris Anonymis duobus atinatensibus, S. 899–912.
  - Chronicon Cavense ab anno 569 usque ad 1318, S. 913–932.
  - Excerpta ex Martyrologio et Necrologio Casinensi manu exaratis, una cum aliis ad Monasterium Casinense spectantibus, S. 933–962.
  - Ricardi de S. Germano Chronicon rerum per Orbes gestarum ab excessu Guillermi Siciliae regis, anno scilicite Domini MCLXXXIX ad annum usque MCCXLIII, S. 963–1054.
  - Matthaei Spinelli de Iuvenatio auctoris synchroni Ephemerides Neapolitanae, sive Diarium rerum gestarum in Regno Neapolitano ab anno 1247 usque ad annum 1268, S. 1055–1108.
- Tomo VIII, 1726 (digitale-sammlungen.de Digitalisat, MDZ).
  - Gerardi Maurisii civis et judicis Vicentini Historia de rebus gestis Eccelini de Romano ab anno MCLXXXIII ad annum circiter MCCXXXVII, S. 1–66.
  - Antonii Godi nobilis Vicentini Chronica quae extant ab anno MCXCIV usque ad MCCLX, S. 67–94.
  - Nicolai Smeregi notarii Vicentini de Burgo Bericae Chronicon Geradi Maurisii et Antonii Godi monumentis affine ab anno MCC usque ad annum MCCLXXIX, adiecto scriptoris Anonymi supplemento ab anno MCCLXXIX usque ad annum MCCCXII, S. 95–116.
  - Ricciardi comitis Sancti Bonifacii Vita magnam rerum inter ipsum, et Eccelinos gestarum partem accurate complectens, incerto acutore conscriptae.
  - Laurentii de Monacis veneti senatus a secretis et Cretensis regni magni cancellarii Ezzerinus III, ex eiusdem Historia libro XIII excerptus, S. 135–152.
  - Rolandini Patavini de factis in Marchia Tarvisina Libri XII, S. 153–468.
  - Chronica parva Ferrariensis, seu Chronicon Parvum ab origine Ferrariae ad annum circiter MCCLXIV, auctore Anonymo, S. 469–488.
  - Nicolai de Jamsilla Historia de rebus gestis Friderici II Imperatoris eiusque filiorum Conradi et Manfredi Apuliae et Siciliae Regum, ab anno MCCX usque ad MCCLVIII. Adnectitur Anonymi supplementum de rebus gestis eiusdem Manfredi, Caroli Andagavensis et Conradini regum ab anno MCCLVIII usque ad MCCLXV, S. 489–616.
  - Chronicon Veronense ab anno 1117 ad annum usque 1278, auctore Parisio de Cereta, ab aliis vero continuatum ad annum usque 1375.
  - Monachi Patavini Chronicon de rebus gestis in Lombardia praecipue et Marchia Tarvisina ab anno 1207 usque ad annum 1270.
  - Anonymi Vaticani Historia Sicula ab ingresso Normannorum in Apulia usque ad annum MCCLXXXII.
  - Sallae sive Sabae Malaspinae Rerum Sicularum Libri VI ab anno Christi MCCL usque ad annum MCCLXXVI, S. 781–876.
  - Historia Florentina auctore Ricordano Malespini patritio Florentino ab ea urbe condita ad annum usque MCCLXXXI, italice scripta, cum continuatione Jachetti ex Francisco fratre eius nepotis protracta ad annum usque MCCLXXXVI.
  - Synodus Provincialis anno MCCLXXXVII Mediolani habita ab Ottone Vicecomite archiepiscopo Mediolanense.
  - Memoriale Potestatum Regiensium gestorumque iis temporibus ab anno videlicet MCLIV usque ad annum MCCXC, auctore Anonymo regiense, S. 1069–1180.
- Tomo IX, 1726 (digitale-sammlungen.de Digitalisat, MDZ).
  - Jacobi a Varagine archiepiscopi Genuensis Chronicon Genuense ab origine urbis ad annum MCCXCVII, S. 1–56.
  - Stephanardi de Vicomercato ordinis Praedicatorum Poema de gestis in Civitate Mediolani sub Othone Vicecomite Archiepiscopo, S. 57–96.
  - Ricobaldi Ferrariensis Pomarium Ravennatis Ecclesiae sive Historia universalis sb anno circiter DCC usque ad annum MCCXCVII. Accedit compilatio historica ab initio mundi ad annum MCCCXIII, auctore Ricobaldo, sive altero Anonymo scriptore; denique compilationis huius continuatio succedit usque ad annum MCCCCLXXIV, auctore Johanne Philippo de Lignamine, S. 97–278.
  - Chronicon Romanorum Imperatorum a Carolo Magno usque ad Ottonem IV, a Ricobaldo Ferrariense scriptum; post ducentos deinde annos a comite Mattheo Maria Bojardo ferrariense in italicam lingua conversum, S. 279–422.
  - Historia Dulcini haeresiarchae Novariensis ab anno MCCCIV usque ad annum MCCCVII, autore Anonymo sinchrono, S. 423–442.
  - Additamentum ad historiam F. Dolcini haeretici: ab auctore coaevo scriptum, S. 443–462.
  - Dini Compagni Chronicon Florentinum italica lingua scriptum ab anno MCCLXXX usque ad annum MCCCXII, S. 463–538.
  - Synodus provincialis Pergami habita a Castono sive Cassono archiepiscopi mediolansis anno MCCCXI, S. 539–580.
  - Chronicon fratris Francisci Pippini Bononiensis ordinis Praedicatorum ab anno MCLXXVI usque ad annum circiter MCCCCXIV, S. 581–752.
  - Chronicon Parmense ab anno MXXXVIII usque ad annum MCCCIX, auctore Anonymo sinchrono, S. 755–882.
  - Relatio de itinere italico Henrici VII Imperatoris ab anno MCCCX usquea ad annum MCCCXIII, S. 883–934.
  - Ferreti Vicentini Historia rerum in Italia gestarum ab anno MCCL ad annum usque MCCCXVIII, S. 935–1192.
  - Ferreti Vicentini de Scaligerorum origine poema circiter annum MCCCXXIX scriptum ad Canem Grandem Scaligerum Veronae, Vicentiae ac Patavii dominum, S. 1193–1220.
  - Johanne de Cermenate notarii mediolanensis Historia de situ, origine et cultoribus Ambrosianae Urbis ac de Mediolanensium gestis sub imperio Henrici VII ab anno MCCCVII ad annum MCCCXIII. Variantes lectiones, seu supplementa ad Historiam Johannis de Cermenate, S. 1221–1292.
- Tomo X, 1727 (digitale-sammlungen.de Digitalisat, MDZ).
  - De Italia Medii Aevi dissertatio Chorographica, auctore Anonymo mediolanensi regio Ticini lectore, S. 1–314.
  - Albertini Mussati paduani historiographi et tragoedi de gestis Heinrici VII Caesaris Historia Augusta XVI libris comprehensa, S. 1–560.
  - Eiusdem Albertini Mussati historici patavini de gestis Italicorum post mortem Henrici VII Caesaris historia, S. 561–800.
  - Chronicon Siciliae auctore Anonymo conscriptum, ab anno circiter DCCCXX usque ad annum MCCCXXVIII, S. 801–912.
  - Nicolai Specialis Historia Sicula in VIII libris distributa ab anno MCCLXXXII usque ad annum MCCCXXXVII, S. 913–1092.
- Tomo XI, 1727 (digitale-sammlungen.de Digitalisat, MDZ).
  - Anonymi Ticinensis Commentarius de laudibus Papiae elucubratus circiter annum MCCCXXX, S. 1–48.
  - Annales veteres Mutinensium ab anno MCXXXI usque ad MCCCXXXVI, cum addimentis, auctore Anonymo, S. 49–88.
  - Chronicon Mutinense ab anno MCCCVI ad MCCCXLII, auctore Bonifacio de Morano, S. 89–132.
  - Chronica Astensia ab origine urbis, seu potius ab anno MLXX usque ad annum circiter MCCCXXV, auctoribus Ogerio Alferio et Giulielmo Ventura. Accedunt historica quaedam ab anno MCCCCIX usque ad annum MCCCCLVII auctore Secundino Ventura, S. 133–282.
  - De proeliis Tusciae caliginosum poema Fratris Raynerii de Grancis pisani ordinis Praedicatorum, S. 283–358.
  - Annales Pistorienses sive Commentarii rerum gestarum in Tuscia italice scripti ab anno MCCC usque ad annum MCCCXLVIII auctore Anonymo sinchrono, S. 359–530.
  - Galvanei Flammae Manipulus Florum, sive Historia Mediolanensis ab origine Urbis ad annum circiter MCCCXXXVI, ab alio continuatore producta ad annum usque MCCCLXXI, S. 537–740.
  - Ptolomaei Lucensis ordinis Praedicatorum, episcopi postea Torcellani, Historia Ecclesiastica a nativitate Christi usque ad annum circiter MCCCXII, S. 741–1244.
  - Ptolomaei Lucensis episcopi Torcellani Breves Annales ab anno MLXI ad annum MCCCIII, S. 743–1244.
  - Ptolemaei Luccensis, episcopi Torcellani, Breves annales: ab anno MLXI ad annum MCCCIII, S. 1245–1306.
  - Vita Castrucci Antelminelli Lucensis ducis ab anno MCCCI usquea da annum MCCCXXVIII, auctore Nicolao Tegrimo iurisconsulto Lucense, S. 1307–1346.
- Tomo XII, 1728 (digitale-sammlungen.de Digitalisat, MDZ).
  - Andreae Danduli Venetorum ducis Chronicon Venetum, a pontificatu S. Marci ad annum usque MCCCXXXIX. Succedit Raphaini Carefini continuatio usque ad annum MCCCLXXXVIII, S. 1–524.
  - Fragmenta Annalium Romanorum italice scripta ab anno MCCCXXVIII usque ad annum MCCCXL, auctore Ludovico Bonconte Monaldesco, S. 525–544.
  - Dominici de Gravina Chronicon de rebus in Apulia gestis ab anno MCCCXXXIII usque ad annum MCCCL, S. 545–724.
  - Historiae Parmensis fragmenta ab anno MCCCI usque ad annum MCCCLV, auctore Fratre Johanne de Cornazanis ordinis Praedicatorum, latine primum, sed heic tantum italice scripta, cum addimentis usque ad annum MCCCCLXXIX, S. 725–756.
  - Cortusii Patavini duo, sive Gulielmi et Albrigeti Cortusiorum Historia de novitatibus Paduae et Lombardiae ab anno MCCLVI usque ad MCCCLXIV, S. 757–955.
  - Additamenta dua ad Chronicon Cortusiorum, unum ab anno MCCCLIX usque ad annum circiter MCCCLXV, alterum ab anno MCCCLIV usque ad MCCCXCI, patavina dialecto scripta ab auctoribus anonymi, S. 956–990.
  - Gualvanei de la Flamma ordinis Praedicatorum Opusculum de rebus gestis ab Azone, Luchino et Johanne Vicecomitibus ab anno MCCCXXVIII usque ad annum MCCCXLII, S. 991–1052.
  - Chronicon Modoetiense ab origine Modoetiae usque ad annum MCCCXLIX, ubi potissimum agitur de gestibus priorum Vicecomitum principum, S. 1053–1184.
- Tomo XIII, 1728 (digitale-sammlungen.de Digitalisat, MDZ).
  - Johannis Villani florentini Historia Universalis (Istorie Fiorentine) a condita Florentia usque ad annum MCCCXLVIII, italice scripta, S. 1–1004.
  - Historia Sicula a morte Friderici II imperatoris et Siciliae regis, hoc est ab anno MCCL, ad MCCXCIV deducta, auctore Bartholomaeo de Neocastro jurisconsulto messanensi, S. 1005–1196.
  - Matthaei Palmerii florentini de vita et rebus gestis Nicolai Acciaioli florentini, magni Apuliae senescalli, ab anno MCCCX usque ad annum MCCCLXVI, S. 1197–1232.
  - Conforti Pulicis fragmenta Historiae Vicentinae ab anno MCCCLXXI ad annum MCCCLXXXVII, S. 1233–1272.
- Tomo XIV, 1729 (digitale-sammlungen.de Digitalisat, MDZ).
  - Matthaei Villani eiusque filii Philippi Historia ab anno MCCCXLVIII ad annum MCCCLXIV, S. 1–770.
  - Chronicon Brixianum ab origine urbis ad annum usque MCCCXXXII, auctore Jacobo Malvecio, S. 771–1004.
  - Antonii Astesaini poetae astensis, ac primi ducalis Astensium secretarii, Carmen de Varietate Fortunae, sive de vita sua et gestis civium Astensium, ab origine urbis usque ad annum MCCCXLII, S. 1005–1064.
  - Annales Cæsenates auctore Anonymo ab anno MCLXII ad annum MCCCLXII, S. 1065–1108.
- Tomo XV (digitale-sammlungen.de Digitalisat, MDZ)., darin: 1. Kalendarium ecclesiae metropolitanae senensis; 2. Cronaca senese dei fatti riguardanti la città e il suo territorio di autore anonimo del secolo XIV; 3. Cronaca senese conosciuta sotto il nome di Paolo di Tommaso Montauri; 4. Cronaca senese attribuita ad Agnolo di Tura del Grasso, detta la Cronaca maggiore; 5. Cronaca senese di Donato di Neri e di suo figlio Neri; 6. Cronaca senese conosciuta sotto il nome di Paolo di Tommaso Montauri (continuazione: anni 1381-1431); 7. Cronaca senese di Tommaso Fecini (1431-1479); 8. Frammento di un diario senese di Cristoforo Cantoni (1479-1483), 1729
  - Chronicon Senense italice scriptum ab Andrea Dei et ab Angelo Turae continuatum, exordium habens ab anno MCLXXXVI et desinens in annum MCCCLII, S. 1–130.
  - Annales Senenses auctore Nerio Donati filio ab anno MCCCLII usque ad annum MCCCLXXXI, S. 131–294.
  - Chronicon Estense, Gesta Marchionum Estensium complectens, ab anno MCI usque ad annum MCCCLIV, per Anonymos scriptores Synchronos deductum, et ab aliis auctoribus continuatum usque ad annum MCCCXCIII, S. 295–548.
  - Chronicon Mutinense ab anno MII usque ad annum MCCCLXIII, auctore Johanne de Bazano cive mutinensi synchrono, S. 551–638.
  - Ephemerides Urbevetanae italica lingua ab anno MCCCXLII usque ad MCCCLXIII, ab Anonymo sinchrono conscriptae.
  - Danielis Chinatii Tarvisini Belli apud Fossam Clodiam et alibi inter Venetos et Genuenses gesti anno MCCCLXXVIII et sequentibus italico sermone accurata Descriptio, S. 695–806.
  - Gorelli Aretini notarii Poema italice scriptum De rebus gestis in Civitate Aretine ab anno MCCCX usque ad annum MCCCLXXXIV, S. 807–888.
  - Chronicon Ariminense ab anno circiter MCLXXXVIII usque ad annum MCCCLXXXV, auctore Anonymo, ac deinde continuatum per alterum Anonymum usque ad annum MCCCCLII.
  - Monumenta Pisana ab anno MLXXXIX usque ad annuum MCCCLXXXIX deducta, et continuata usque ad MCCCCVI, auctore Anonymo.
- Tomo XVI, 1730 (digitale-sammlungen.de Digitalisat, MDZ).
  - Vitae Episcoporum et Patriarcharum Aquileiensium a primo christianae aerae seculo usque ad annum MCCCLVIII, ab auctore Anonymo circiter eundem annum conscriptae, S. 1–24.
  - Subjicitur Liber de Vitis et Gestis Patriarcharum Aquileiensium, auctore Antonio Bellono, S. 25–106.
  - Petri Pauli Vergerii Justinopolitani Vitae Carrariensium Principum ad annum circiter MCCCLV, S. 109–184.
  - Petri Pauli Vergerii Orationes et Epistolae variae historicae, S. 185–248.
  - Breviarium Italicae Historiae a temporibus Friderici II Augusti usque ad annum MCCCLIV, ab Anonymo italo sed synchrono uctore conscriptum, S. 249–289.
  - Petri Azarii notarii novariensis, synchroni auctoris, Chronicon de gestis Principum Vicecomitum ab anno MCCL usque ad annum MCCCLXII, S. 290–440.
  - Chronicon Placentinum ab anno CCXXII usque ad annum MCCCCII, auctore Johanne de Mussis cive placentino, S. 441–634.
  - Annales Mediolanenses ab anno MCCXXX usque ad annum MCCCCII, ab Anonymo auctore literis consignati, S. 635–840.
  - Chronicon Bergomense Guelpho-Ghibellinum, auctore Castello de Castello ab anno MCCCLXXVIII usque ad annum MCCCCVII, S. 841–1020.
  - Ordo Funeris Johannis Galeatti Vicecomitis ducis Mediolani, peracti anno MCCCCII, et Oratio tun habita in eiusdem aludem a Fr. Petro de Casteletto ordinis Eremitarum S. Augustini, S. 1021–1056.
  - Specimen Historiae Sozomeni presbyteri pistoriensis ab anno MCCCLXII usque ad MCCCCX, S. 1057–1106.
- Tomo XVII, 1730 (digitale-sammlungen.de Digitalisat, MDZ).
  - Chronicon Patavinum italica lingua conscriptum ab anno MCCCXI usque ad annum MCCCCVI, auctore Andrea de Gataris, S. 1–944.
  - Georgii Stellae Annales Genuenses ab anno MCCXCVIII usque ad fine anni MCCCCIX deducti, et per Johannem Stellam eiusdem fratrem continuati usquea da annum MCCCCXXXV, S. 945–1318.
  - Chronicon parvum Ripaltae ab anno MCXCV usque ad annum MCCCCV, S. 1319–1328.
- Tomo XVIII, 1731 (digitale-sammlungen.de Digitalisat, MDZ).
  - Chronicon Regiense ab anno MCCLXXII usque ad MCCCLXXXVIII, auctoribus Sagacio et Petro de Gazata regiensibus, S. 1–100.
  - Memoriale historicum Rerum Bononiensium ab anno MCIX usque ad MCCCCXXVIII, auctore Matthaeo de Griffonibus, S. 101–236.
  - Historia Miscella Bononiensis ab anno MCIV usque ad annum MCCCXCIV, auctore praesertim fratre Bartholomaeo della Pugliola ordinis Minorum, S. 237–792.
  - Johannis Ser Carmbii auctoris synchroni Chronicon de Rebus gestis Lucensium aba anno MCCCC usque ad annum MCCCCIX, S. 793–900.
  - Annales Estenses Jacobi de Delayto cancellarii D. Nicolai Estensis marchionis Ferrariae, auctoris synchroni, de gestis ipisius Marchionis ab anno MCCCXCIII usque ad MCCCCIX, S. 901–1096.
  - Monumenta Historica de rebus Florentinorum, auctore Gino Capponio ab anno MCCCLXXVIII usque ad annum MCCCCXIX. Cum Continuatione Nerii illius filii usque ad annum MCCCCLVI, S. 1097–1220.
- Tomo XIX, 1731 (digitale-sammlungen.de Digitalisat, MDZ).
  - Historia fratris Andreae Bilii, patria Mediolanensis, ordinis Eremitarum S. Augustini, in novem libros digesta, ab anno MCCCCII usque ad annum MCCCCXXXI, S. 1–160.
  - Matthaei Palmerii florentini de Captivitate Pisarum, sive de bello contra Pisanos gesto a Florentinis anno MCCCCVI, commentarius, S. 161–196.
  - Vita Caroli Zeni patritii veneti clarissimi, ad Pium II pont. max., auctore Jacobo Zeno eius nepote, feltrensi et bellunensi episcopo, ab anno circiter MCCCXXXIV usque ad MCCCCXVIII, S. 197–382.
  - Annales Senenses ab anno MCCCLXXXV usque ad MCCCCXXII, per Anonymum scriptorem deducti, S. 383–430.
  - Brachii Perusini Vita et gesta ab anno MCCCLXVIII usque da MCCCXXIV, auctore Johanne Antonio Campano episcopo interamnensi, seu aprutino, S. 431–618.
  - Leodrisii Cribelli de Vita, rebusque gestis Sfortiae bellicosissimi ducis, ac initiis Francisci Sfortiae Vicecomitis eius filii Mediolanensium ducis illustrissimi Historia, S. 619–734.
  - Chronicon Tarvisinum ab anno MCCCLXVIII usque ad annum MCCCCXXVIII, auctore Andrea de Redusiis de Quero, S. 735–868.
  - Chronicon Foroliviense ab anno MCCCXCVII usque ad MCCCCXXII, auctore fratre Hieronymo foroliviensi ord. Praedicatorum, S. 869–908.
  - Leonardi Aretini Rerum suo tempore gestarum Commentarius, ab anno MCCCLXXVIII usque ad annum MCCCCXL, S. 909–944.
  - Historia Florentina italice conscripta auctore Anonymo, ab anno Christi MCCCCVI usque ad MCCCCXXXVIII, S. 945–987.
  - Chronicon Pistoriense a condita urbe usque ad annum MCCCCXLVI, auctore Jannotio Manetto florentino, S. 985–1076.
- Tomo XX, 1732 (digitale-sammlungen.de Digitalisat, MDZ).
  - Historia Senensis ab anno MCCCCII usque ad annum MCCCCXXII, auctore Johanne Bandino de Bartholomaeis, continuata a Francisco Thomasio eius pronepote, et a Petro Russio usque ad annum MCCCCLXVIII, S. 1–64.
  - Commentaria Comitis Jacobi Picinini, sive Diarium rerum ab ipso gestarum anno MCCCCLII, fervente bello inter Venetos et Franciscum Sfortiam mediolanensium ducem, auctore Porcellio poeta et scriba Alphonsi I, utriusque Siciliae regis, S. 65–156.
  - Poggii Historia Florentina, S. 157–436.
  - Excerpta ex Annalibus Principum Estensium ab anno MCCCCIX usque ad MCCCCLIV, auctore Johanne Ferrariensi ordinis Minorum, S. 437–476.
  - Vita clarissimi viri Nerii Capponii a Bartholomaeo Platinensi scripta, S. 477–518.
  - Vita Jannotii Manetti viris clarissimi florentini ab anno MCCCXCVI usque ad MCCCCLIX, auctore Naldo Naldio florentino, S. 519–608.
  - Historia Urbis Mantuae, ab eius origine usque ad annum MCCCCLXIV, scripta a Bartholomaeo Saccho cremonensi, e vico Platina, vulgo applellato Platina, S. 609–864.
  - Annales Placentini ab anno MCCCCI usque ad MCCCCLXIII, ab Antonio de Ripalta patricio placentino conscripti, et deinde continuati ab Alberto eius filio usque ad annum MCCCCLXXXIV, S. 865–980.
  - Vita Philippi Mariae Vicecomitis mediolanensium ducis tertii, auctore Petro Candido Decembrio, S. 980–1020.
  - Vita Francisci Sfortiae quarti mediolanensium ducis, per epitomem scripta ab eodem Petro Candido viglevanensi ab anno MCCCCI usque ad MCCCCLXII, S. 1021–1046.
  - Oratio Petri Candidi Decembrii in funere Nicolai Picinini, sive Vita eiusdem bellicosissimi ducis, anno MCCCCXLIV, a Polismagna in italicum sermonem conversa, S. 1047–1090.
- Tomo XXI, 1732 (digitale-sammlungen.de Digitalisat, MDZ).
  - Laurentii Bonincontrii miniatensis Annales ab anno MCCCLX usque ad MCCCCLVIII, S. 1–164.
  - Johannis Simonettae Historia de rebus gestis Francisci I Sfortiae Vicecomitis mediolanensium ducis, in XXX libros distributa, hoc est ab anno MCCCCXXI usque ad annum MCCCCLXVI, S. 165–784.
  - Annales Brixiani ab anno MCCCCXXVII usque ad annum MCCCCLXVIII, italica lingua conscripti, auctore Christophoro a Soldo cive brixiano synchrono, S. 785–916.
  - Chronicon Eugubinum ab anno MCCCCL usque ad annum MCCCCLXXII, auctore Guernerio Bernio eugubino, S. 917–1026.
  - Diaria Neapolitana ab anno MCCLXVI usque ad annum MCCCCLXXVIII, italica rudi lingua conscripta, auctore Anonymo.
  - Johannis Garzonii bononiensis de dignitata Urbis Bononiae commentarius.
  - De laudibus Familiae de Auria, auctore fratre Adam de Montaldo ord. Eremitanorum S. Augustini, circa annum MCCCCLXXX.
  - Petri Cyrnaei clerici aleriensis Commentarius de Bello Ferrariensi ab anno MCCCCLXXXII ad annum MCCCCLXXXIV, S. 1189–1220.
- Tomo XXII, 1733 (digitale-sammlungen.de Digitalisat, MDZ).
  - Tristani Caraccioli patricii neapolitani Opuscula Historica, S. 1–130.
  - Annales Forolivienses ab anno MCCLXXV usque ad annum MCCCCLXXIII, Anonymo auctore, S. 131–242.
  - Diarium Parmense ab anno MCCCCLXXVII ad MCCCCLXXXII, auctore Anonymo, S. 243–598.
  - Vitae Ducum Venetorum italice scriptae ab origine urbis, sive ab anno CCCCXXI usque ad annum MCCCCXCIII, auctore Marino Sanuto, Leonardi filio, patricio veneto, S. 599–1252.
- Tomo XXIII, 1733 (digitale-sammlungen.de Digitalisat, MDZ).
  - Antonii Hyvani sarazanensis Commentariolus de Bello Volaterrano anno MCCCCLXXII, a Florentinis gesto, S. 1–20.
  - Leodrissi Cribelli libri duo de expeditione Pii Papae Secundi in Turcas, S. 21–80.
  - Jacobi Volaterrani Diarium Romanum ab anno MCCCCLXXII usque ad annum MCCCCLXXXIV, S. 81–202.
  - Augustini patritii senensis descriptio adventus Friderici III Imperatoris, ad Paulum Papam II, S. 205–216.
  - Annales de Raimo, sive brevis Historia rerum in Regno Neapolitano gestarum ab anno MCXCVII ad MCCCCLXXXVI, auctoribus Ludovico Seniore et Juniore de Raimo, S. 217–240.
  - Antonii Galli genuensis Opuscula Historica de Rebus gestis Populi Genuensis, et de navigatione Columbi, S. 241–304.
  - Historia Montisferrati ab origine marchionum illius tractus usque ad annum MCCCCXC, auctore Benvenuto de Sancto Georgio, comite Blandratae, S. 311–762.
  - Ephemerides Senenses ab anno MCCCCL usque ad MCCCCXCVI, italico sermone scriptae ab Allegretto de Allegrettis, S. 763–862.
  - Annales Bononienses F. Hieronymi de Bursellis bononiensis ordinis Praedicatorum ab anno MCDXVIII usque ad MCDLXXXXVII, S. 863–918.
  - Andreae Naugerii patritii veneti Historia Veneta italico sermone scripta ab origine urbis usque ad annum MCDXCVIII, S. 919–1218.
- Tomo XXIV, 1738 (digitale-sammlungen.de Digitalisat, MDZ).
  - De bello Gallico, sive de rebus in Italia gestis a Carolo VIII et Ludovico XII Galliae regibus, ab anno MCCCCXCIV usque ad annum MD, auctore Marino Sanuto Leonardi filio, commentarius italice scriptus, S. 1–154.
  - Diarium Ferrariense ab anno MCCCCIX usque ad annum MDII, Anonymo auctore synchrono italice scriptum, S. 155–408.
  - Petri Cyrnaei clerici aleriensis de rebus Corsicis libri IV a temporibus Romanorum usque ad annum MDVI, S. 409–506.
  - Bartholomaei Senaregae genuensis de rebus Genuensibus commentarius ab anno MCDLXXXVIII usque ad annum MDXIV, S. 509–634.
  - Appendix:
  - De Constantio Chloro, Constantino Magno et aliis imperatoribus, excerpta auctoris ignoti ab Henrico Valesio iam edita, S. 635–640.
  - Fragmenta Historiae Pisanae, pisana dialecto conscripta ab anno MCXCI usque ad MCCCXXXVII, auctore Anonymo, S. 641–694.
  - Polyhistoria fratris Bartholomaei Ferrariensis ordinis Praedicatorum ab anno MCCLXXXVIII usque ad annum MCCCLXVII, italice conscripta.
  - Annales Urbis Aretinae ab anno MCXCII usque annum MCCCXLIII, auctore Anonymo, S. 851–882.
  - Chronicon Neritinum, sive brevis historia monasterii neritini ab anno MXC usque ad annum MCCCLXVIII, auctore Stephano monaco benedectino abbate Montis Alti, ab altero scriptore continuatum usque ad annum MCCCCXII, S. 883–924.
  - Descriptio Belli a Venetis, anno MCCCCLXXXIV inlati Provinciae Hydruntinae Angelo Tafuro auctore.
  - Chronicon Sublacense, sive Catalogus Abbatum monasterii Sublacensis, ab anno circiter DXCV usque ad annum MCCCXC, auctore monaco sublacense Anonymo, S. 925–968.
  - Diarium Romanum ab anno MCCCCIV usque ad annum MCCCCXVII, auctore Antonio Petri, S. 969–1068.
  - Antonii Nerlii abbatis, breve Chronicon Monasterii Mantuani S. Andreae ordinis Benedectini, ab anno MXVII ad annum MCCCCXVIII, S. 1069–1084.
  - Fragmentum Siculae Historiae ab anno MCCLXXXVII usque ad annum MCCCCXXXIV, auctore Anonymo, S. 1085–1100.
  - Miscellanea Historica Pauli filii Laelii Petroni romani, ab anno MCCCCXXXIII usque ad annum MCCCCXLVI, S. 1101–1132.
  - Michaelis Savonarolae Commentariolus de laudibus Patavii anno MCCCCXL compositus, S. 1133–1188.
  - Fragmenta Chronici Foroiuliensis, auctore Iuliano canonico cividatensis cum additamentis ab anno Christi MCCLII usque ad annum MCCCLXIV, S. 1189–1232.
- Tomo XXV, 1751 (digitale-sammlungen.de Digitalisat, MDZ)
  - Commentaria Rerum gestarum a Jacobo Picinino anno MCCCCLIII, qui fuit secundus Belli inter Venetos et Franciscum Sfortiam, auctore Porcellio poeta et scriba Alphonsi I, S. 1–68.
  - Georgi Merulæ statyellensis Historiarum Mediolani decas secunda, S. 69–148.
  - Eugenii IV et Nicolai V romanorum pontificum Vitae, a Vespasiano auctore synchrono scriptae, S. 149–292.
  - Leonis Baptistae Alberti commentarius de coniuratione Porcaria, S. 293–316.
  - Historia obsidionis Plumbini peractae anno Christi MCCCCXLVIII, metrice conscripta a f. Antonio de Augustinis samminiatensi auctore synchrono, S. 317–370.
  - Francisci Aleardi veronensis oratio in laudem Francisci Sfortiae Vicecomitis, habita in Veronae anno MCCCCIL, S. 371–418.
  - Oratio parentalis in laudem Blancae Mariae Sfortiae Vicecomitis, auctore Hieronymo Cribello mediolanensi, S. 419–432.
  - Oratio funebris in morte Philippi Mariae Vicecomitis Mediolani ducis, habita a magistro Johanne Montano, S. 433–442.
  - Victoria Cremonensium in navali bello sub Nicolao Picinino et Francisco comite de Cotignola contra Venetos sub Nicolao Trivisano, anno MCCCCXXXI, opusculum ab Eliseo della Manna conscriptum, S. 443–452.
  - Oratio habita ab Augustino Rubeo de Aragonia anno MCCCCLXXVIII in laudem Johannis Galeatii Sfortiae Vicecomitis Mediolani ducis, S. 453–462.
  - De conflictu Brachii Perusini armorum ductoris apud Aquilam, poema a Leonardo Griphio mediolanensis conscriptum, S. 463–478.
  - Hieronymi Tartarotti roboretani, de auctoribus ab Andreae Dandulo laudatis in Chronico Veneto, Dissertatio epistolaris ad Franciscum Josephum Rosminum, S. 481–.
- Tomo XXVI, 1770 Rerum italicarum scriptores ab anno aerae christianae millesimo ad millesimum sexcentesimum (gutenberg.beic.it Digitalisat, BEIC).

## II. Serie oderEdizione Carducci-Fiorini(1900–1975)
Im Jahr 1900 wurde ein Versuch unternommen, die Rerum Italicarum scriptores auf Initiative Giosuè Carduccis und fortgesetzt durch das Istituto Storico Italiano per il Medio Evo unter der Leitung von Pietro Fedele wieder aufzunehmen. Die Drucklegung übernahmen die Tipi di Lapi (Città di Castello) ab 1900, dann von 1917 bis 1975 Zanichelli (Bologna). Die Nummerierung der Neuedition orientiert sich an derjenigen Muratoris.
- 1[3] (Digitalisat)
- 1.1: La Historia miscella des Landolfo Sagace; besorgt durch Vittorio Fiorini und Giorgio Rossi, Città di Castello / Bologna 1900–1919.
- 1.2: Anonymi Mediolanensis Libellus de situ civitatis Mediolani, de adventu Barnabe Apostoli et de vitis priorum pontificum Mediolanensium, Alessandro Colombo und Giuseppe Colombo; im Anhang folgt: 1, Depositio Beate Memorie sacerdotis et episcopi Dionisii et vita eiusdem; 2, Sermo Beati Thome episcopi Mediolani; 3, Nomina episcoporum mediolanensis Eclesie, Bologna 1942.
- 2.1: Veronae rythmica descriptio. Besorgt von Luigi Simeoni, Bologna 1918.
- 2.3: Codex pontificalis ecclesiae Ravennatis, Agnelli Liber Pontificalis. Besorgt von Alessandro Testi Rasponi, Bologna 1924 (die Publikation wurde abgebrochen, daher unvollständig).
- 3.1: Platynae historici Liber de vita Christi ac omnium pontificum: aa. 1–1474, Giacinto Gaida, Città di Castello / Bologna 1913–1932.
- 3.2a: Il diario romano di Gaspare Pontani, già riferito al Notaio del Nantiporto: 30 gennaio 1481–25 luglio 1492, Diomede Toni, Città di Castello 1907–1908.
- 3.2b: Le vite di Pio II von Giovanni Antonio Campano und Bartolomeo Platina; besorgt von Giulio C. Zimolo, Bologna 1964.
- 3.16: Le vite di Paolo II von Gaspare da Verona und Michele Canensi. Besorgt von Giuseppe Zippel, Città di Castello 1904–1911.
- 4.2: Landulphi senioris Mediolanensis historiae libri quatuor, Alessandro Cutolo, Bologna 1942.
- 5.1: De rebus gestis Rogerii Calabriae et Siciliae comitis et Roberti Guiscardi ducis fratris eius, auctore Gaufredo Malaterra monacho benedictino (daran schließen sich die Annales Siculi an); besorgt von Ernesto Pontieri, Bologna 1927–1928.
- 5.2: Vita Mathildis celeberrimae principis Italiae: carmine scripta a Donizone presbytero qui in Arce Canusina vixit. Besorgt von Luigi Simeoni; im Anhang folgen: 1, Chartula Comitissae Mathildis super concessione bonorum suorum facta Romanae Ecclesiae; 2, Relatio de Thesauro Canusinae Ecclesiae Romam trasmisso, et recompensatione facta; 3, Vita Comitissae Mathildis oratione soluta (Epitome Polironensis), Bologna 1931–1940.
- 5.3: Landulphi junioris sive de Sancto Paulo Historia Mediolanensis: ab anno 1095 usque ad annum 1137. Besorgt von Carlo Castiglioni, Bologna 1934.
- 6.1: Relatio translationis corporis sancti Geminiani: 1099–1106, Giulio Bertoni; im Anhang: 1. Carmina Mutinensia dal cod. O.I.4 dell'Archivio capitolare; 2. Iscrizioni più antiche del Duomo di Modena; 3. Documento del secolo 10. concernente il Duomo preesistente all'attuale. Offerta annua di un palio a san Geminiano; 4. Miniature del cod. capitolare contenente la Relatio, Città di Castello 1907.
- 6.2: Gli Annales Pisani, di Bernardo Maragone. Besorgt von Michele Lupo Gentile; im Anhang: 1, Gesta triumphalia per Pisanos facta de captione Hierusalem et civitatis Maioricarum et aliarum civitatum et de triumpho habito contra Ianuenses; 2, Chronicon Pisanum seu fragmentum auctoris incerti; 3, Chronicon aliud breve Pisanum incerti auctoris ab anno 1101 usque ad annum 1268, Bologna 1930–1936.
- 6.3: Boncompagni Liber de obsidione Ancone: a. 1173. Besorgt von Giulio C. Zimolo, Bologna 1937.
- 6.5: Vitae quatuor priorum abbatum Cavensium, Alferii, Leonis, Petri et Constabilis, auctore Hugone abbate Venusino. Besorgt von Leone Mattei Cerasoli, Bologna 1941.
- 7.1: Romualdi Salernitani Chronicon: 130–1178, Carlo Alberto Garufi, Città di Castello / Bologna 1914–1935.
- 7.2: Ryccardi de Sancto Germano notarii Chronica. Besorgt von Carlo Alberto Garufi, Bologna 1937–1938. (Textarchiv – Internet Archive).
- 8.1: Rolandini Patavini Cronica in factis et circa facta Marchie Trivixane: aa. 1200 cc.–1262. Besorgt von Antonio Bonardi; im Anhang: 1, die Redaktion der Annali Patavini; 2, die von Muratori herausgegebene Liste der Bischöfe von Padua; 3, die Redaktionen der Annali patavini; 4, il Liber regiminum Paduae, Città di Castello 1905–1908.
- 8.2: Cronaca di Antonio Godi vicentino: dall'anno 1194 all'anno 1260. Besorgt von Giovanni Soranzo, Città di Castello 1909.
- 8.3: Chronicon Marchiae Tarvisinae et Lombardiae: aa. 1207–1270. Besorgt von L. A. Botteghi, Città di Castello 1916.
- 8.4: Gerardi Maurisii Cronica dominorum Ecelini et Alberici fratrum de Romano: aa. 1183–1237. Besorgt von Giovanni Soranzo, Città di Castello 1914.
- 8.5: Nicolai Smeregli Vincentini Annales civitatis Vincentiae: aa. 1200–1312. Besorgt von Giovanni Soranzo; im Anhang eine Studie von G. Soranzo über die Vorlagen der Vita Ricciardi comitis Sancti Bonifacii, Bologna 1921.
- 9.1: Fratris Stephanardi de Vicomercato Liber de gestis in civitate Mediolani. Besorgt von Giuseppe Calligaris, Città di Castello 1910–1912.
- 9.2: La Cronica di Dino Compagni Cronica delle cose occorrenti ne' tempi suoi. Besorgt von Isidoro Del Lungo, Città di Castello 1913–1916.
- 9.3 Synodus provincialis Pergami habita a Castono sive Cassono Mediolani archiepiscopo anno 1311. Besorgt von Carlo Castiglioni, Bologna 1935.
- 9.5: Historia fratris Dulcini heresiarche; De secta illorum qui se dicunt esse de ordine Apostolorum von Bernard Gui; besorgt von Arnaldo Segarizzi, Città di Castello 1907.
- 9.9: Chronicon Parmense ab anno 1038 usque ad annum 1338. Besorgt von Giuliano Bonazzi, Città di Castello 1902–1904.
- 11.1: Anonymi Ticinensis Liber de laudibus civitatis Ticinensis. Besorgt von Rodolfo Maiocchi und Ferruccio Quintavalle; im Anhang: 1, Cronica de corporibus sanctis Papie; 2, Sermo in depositione sancti Syri episcopi Papiensis; 3, Cronica brevis de sanctis episcopis Ticinensibus; 4, Descriptio situs Lombardie et omnium regionum eiusdem, Città di Castello 1903–1906.
- 11.2: De proeliis Tusciae: poema fratris Raynerii de Grancis. Besorgt von Celestino Meliconi, Città di Castello / Bologna 1915–1922 (unvollständig).
- 11.5: Storie pistoresi: 1300–1348. Besorgt von Silvio Adrasto Barbi, Città di Castello / Bologna 1907–1927.
- 12.1: Andreae Danduli ducis Venetiarum Chronica per extensum descripta: aa. 46–1280 d.C. Besorgt von Ester Pastorello, darin auch: Andreae Danduli ducis Venetiarum Chronica brevis : aa. 46–1342 d.C., Acta nonnulla ad Venetam historiam spectantia saecul. XII, XIII, XIV, Excerpta ex chronico Iohannis Bembi, Bologna 1938–1958.
- 12.2: Raphayni de Caresinis cancellarii Venetiarum Chronica: aa. 1343–1388. besorgt von Ester Pastorello, Bologna 1923.
- 12.3: Dominici de Gravina notarii Chronicon de rebus in Apulia gestis: aa. 1333–1350. Besorgt von Albano Sorbelli, Città di Castello 1903–1909.
- 12.4: Gualvanei de la Flamma ordinis praedicatorum Opusculum de rebus gestis ab Azone, Luchino et Johanne vicecomitibus ab anno 1328 usque ad annum 1342. Besorgt von Carlo Castiglioni, Bologna 1938.
- 12.5: Guillelmi de Cortusiis Chronica de novitatibus Padue et Lombardie. Besorgt von Beniamino Pagnin, Bologna 1941–1975.
- 13.1: Frammenti di storia vicentina: aa. 1371–1387, Conforto da Costoza. Besorgt von Carlo Steiner, Città di Castello 1915.
- 13.2: Matthei Palmerii Vita Nicolai Acciaioli. Besorgt von Gino Scaramella; im Anhang: Briefe von Niccolò Acciaiuoli an Angelo Soderini (26. Dezember 1364); Testament des Niccola Acciaiuoli (28. September 1338), Testament des Niccola Acciaioli (30. September 1359), Bologna 1934.
- 13.3: Bartholomaei de Neocastro Historia Sicula: aa. 1250–1293. Besorgt von Giuseppe Paladino, Bologna 1921–1922.
- 14.1: Antonii Astesani De ejus vita et fortunae varietate carmen: aa. 380–1341. Besorgt von Armando Tallone, Città di Castello 1908–1912.
- 15.1a: Cronica dei fatti d'Arezzo, di Ser Bartolomeo di ser Gorello. Besorgt von Arturo Bini und Giovanni Grazzini, Bologna 1917–1921.
- 15.1b: Liber inferni Aretii: cronica in terza rima, di Giovanni L. De Bonis. Besorgt von Arturo Bini, Bologna 1933.
- 15.2: Cronache malatestiane dei secoli XIV e XV: aa. 1295-1385 e 1416-1452. Besorgt von Aldo Francesco Massera (im Anhang: 1, Cronaca malatestiana di Ser Baldo Branchi (– a. 1474); 2, Auszüge aus der Universalchronik des Broglia di Tartaglia da Lavello (– a. 1478); 3, anonyme Aufzeichnungen (aa. 1468–1495), 4, Aufzeichnungen von ser Francesco di Sante da San Clemente (aa. 1468–1495)). Bologna 1922–1924 (unvollständig).
- 15.3: Chronicon Estense, cum additamentis usque ad annum 1478. Besorgt von Giulio Bertoni und Emilio Paolo Vicini, Città di Castello / Bologna 1908–1937 (unvollständig).
- 15.4: Chronicon Mutinense Iohannis de Bazano: aa. 1188–1363. Besorgt von Tommaso Casini; im Anhang: 1, Fragmenta memorialis potestatum Mutinae, dall'a. 1204 all'a. 1248; 2, Excerpta ex Chronico Nonantulano antiquissimo, dall'a. 1000 all'a. 1187; 3, Confines totius episcopatus Mutinae circumcirca, a. 1222; 4, Mirabilia anni Domini 1348; 5, Chronicon Frignani magistri Nicolai de Vianora (aa. 1156–1347) cum additamentis variorum (usque ad saec. 15.), Bologna 1917–1919 (unvollständig).
- 15.5: Ephemerides Urbevetanae dal Codice Vaticano Urbinate 1745. Besorgt von Luigi Fumi, im Anhang: 1. Regesten der kommunalen Rechtsprechung; 2. Annales Urbevetani; 3. Cronica Urbevetana; 4. Cronaca del conte; 5. Cronaca di Luca di Domenico Manenti; 6. Auszüge aus der Historie des Cipriano Manenti; 7. Ricordi di ser Matteo di Cantaluccio da Orvieto; 8. Diario di ser Tommaso di Silvestro, Città di Castello / Bologna 1902–1929.
- 15.6: Cronache senesi. Besorgt von Alessandro Lisini e Fabio Iacometti, Bologna 1931–1939 (unvollständig).
- 16.1: Sozomeni Pistoriensis presbyteri Chronicon universale: aa. 1411–1455. Besorgt von Guido Zaccagnini, Città di Castello 1908.
- 16.2: Chronicon Bergomense guelpho-ghibellinum: ab anno 1378 usque ad annum 1407. Besorgt von Carlo Capasso, Bologna 1926–1940 (unvollständig).
- 16.3: Marcha di Marco Battagli da Rimini: aa. 1212–1354. Besorgt von Aldo Francesco Massera; im Anhang: 1, Nobilissimorum clarissime originis heroum de Malatestis regalis ystoria; 2, Rifacimento della rubrica del Battagli De origine dominorum de Malatestis; 3, Continuatio cronice dominorum de Malatestis von Tobia Borghi, Città di Castello 1912–1913.
- 16.4: Petri Azarii Liber gestorum in Lombardia. Besorgt von Francesco Cognasso, Bologna 1926–1939.
- 17.1a: Cronaca carrarese: confrontata con la redazione di Andrea Gatari: aa. 1318–1407, Galeazzo e Bartolomeo Gatari. Besorgt von Antonio Medin und Guido Tolomei; Città di Castello / Bologna 1909–1931.
- 17.1b: Cronaca carrarese: Anhang: 1, Gesta domus Carrariensis; 2, Istoria della presente (1372–73) guerra; 3, Chronica minora, Galeazzo e Bartolomeo Gatari. Besorgt von Roberto Cessi, Bologna 1942–1948.
- 17.2: Georgii et Iohannis Stellae Annales genuenses. Besorgt von Giovanna Petti Balbi, Bologna 1975.
- 17.3: Chronicon parvum Ripaltae, seu, Chronica pedemontana minora. Besorgt von Ferdinando Gabotto, Città di Castello 1912.
- 18.1: Corpus chronicorum Bononiensium. Besorgt von Albano Sorbelli, Città di Castello / Bologna 1906–1939.
- 18.2: Matthaei de Griffonibus Memoriale historicum de rebus Bononiensium: aa. 4448 a.C.–1472 d.C.. Besorgt von Lodovico Frati e Albano Sorbelli; Einführung und Anhang von A. Sorbelli, Città di Castello 1902.
- 18.3: Il tumulto dei Ciompi: cronache e memorie. Besorgt von Gino Scaramella, Bologna 1917–1934.
- 19.2: Matthei Palmerii De captivitate Pisarum liber. Besorgt von Gino Scaramella, Città di Castello 1904.
- 19.3: Historiarum Florentini populi libri 12 und Rerum suo tempore gestarum commentarius, Leonardo Bruni Aretino. Besorgt von Emilio Santini und Carmine Di Pierro, Città di Castello / Bologna 1914–1926.
- 19.4: Braccii Perusini vita et gesta: ab anno 1368 usque ad 1424, auctore Johanne Antonio Campano. Besorgt von Roberto Valentini, Bologna 1929.
- 19.5: Chronicon fratris Hieronymi de Forlivio: ab anno 1397 usque ad annum 1433. Besorgt von Adamo Pasini, Bologna 1931.
- 19.6: Vita Caroli Zeni, auctore Iacobo Zeno. Besorgt von Gasparo Zonta, Bologna 1940–1941.
- 20.1: Petri Candidi Decembrii Opuscula historica. Besorgt von Attilio Butti, Felice Fossati, Giuseppe Petraglione (darin: 1, Vita Philippi Mariae III Ligurum ducis; 2, Annotatio rerum gestarum in vita Francisci Sfortiae IV Mediolanensium ducis; 3, Panegyricus in funere Nicolai Picenini; 4, De laudibus Mediolanensium urbis panegyricus), Bologna 1925–1958.
- 20.2: Fr. Johannis Ferrariensis Ex annalium libris marchionum Estensium excerpta (aa. 00–1454). Besorgt von Luigi Simeoni; im Anhang: 1, Viazo al Sancto Sepolcro per lo Marchese Nicolo da Este (an. 1413); 2, Viaggio de S. Antonio de Viena in Franza (an. 1414); 3, Pace seguita fra il Marchese Nicolo e Filippo Maria Visconti Duca di Milano (13 nov. 1420); 4, Filippo Maria Visconti dona al March. Nicolo III Castellarano e altre terre del Reggiano (22 gennaio 1421); 5, Il procuratore Nicolo III presta a Filippo Maria Visconti il giuramento di fedeltà per la concessione di Reggio (8 aprile 1421); 6, L'imperatore Federico III con diploma dato a Novacivitate riduce di mille fiorini al Duca Borso il censo di 4000 fiorini d'oro da pagarsi nella festa dell'Ascensione (16 agosto 1452), Bologna 1936.
- 21.2: Johannis Simonetae Rerum gestarum Francisci Sfortiae Mediolanensium ducis commentarii. Besorgt von Giovanni Soranzo, Bologna 1932–1959.
- 21.3: La cronaca di Cristoforo da Soldo. Besorgt von Giuseppe Brizzolara, Bologna 1938–1942.
- 21.4: Cronaca di ser Guerriero da Gubbio: dall'anno 1350 all'anno 1472. Besorgt von Giuseppe Mazzatinti; im Anhang: 1, Auszüge aus den Gesta Eugubinorum ab aedificatione civitatis usque ad a. 1300 scripta a philosophiae et medicinae doctore Greffolino Valeriani; 2, Cronica della città di Gubbio di fra Girolamo Maria da Venezia, dalle origini di Gubbio sino al di 17 de dicembre 1539; 3, Cronaca di Gubbio scritta da un canonico don Francesco dal 6 marzo 1419 al 18 aprile 1579, Città di Castello 1902.
- 21.5: I diurnali del Duca di Monteleone. Besorgt von Michele Manfredi, Bologna 1960.
- 22.1: Opuscoli storici editi e inediti di Tristano Caracciolo. Besorgt von Giuseppe Paladino, Bologna 1934–1935.
- 22.2: Annales Forolivienses: ab origine urbis usque ad annum 1473. Besorgt von Giuseppe Mazzatinti, Città di Castello 1903–1909.
- 22.3: Cronica gestorum in partibus Lombardie et reliquis Italie: aa. 1476–1482. Besorgt von Giuliano Bonazzi, Città di Castello 1904–1911.
- 22.4: Le vite dei dogi di Marin Sanudo. Besorgt von Giovanni Monticolo, Città di Castello 1900–1911. (Textarchiv – Internet Archive)
- 23.1: Antonii Galli Commentarii de rebus Genuensium et de navigatione Columbi. Besorgt von Emilio Pandiani, Città di Castello 1910–1911
- 23.2: Cronica gestorum ac factorum memorabilium civitatis Bononie, edita a fratre Hyeronimo de Bursellis (ab urbe condita ad a. 1497); mit der Fortsetzung durch Vincenzo Spargiati (aa. 1498–1584); besorgt von Albano Sorbelli, Città di Castello / Bologna 1912–1929
- 23.3: Il diario romano di Jacopo Gherardi da Volterra dal 7 settembre 1479 al 12 agosto 1484. Besorgt von Enrico Carusi; im Anhang: 1, Il diario concistoriale (frammentario) del cardinale Jacopo Ammanati-Piccolomini (1472–1479). Besorgt von Enrico Carusi; 2, Il diario della città di Roma di Antonio de Vasco (1481–92). Besorgt von Giuseppe Chiesa; 3, Il diario della città di Roma di Sebastiano di Branca Tedallini (1485–1517). Besorgt von Paolo Piccolomini; 4. Il diario del Gherardi e preceduto dalla Vita del cardinale Ammanati scritta dal Gherardi stesso, Città di Castello 1904–1911
- 23.4: Antonij Hyvani Sarzanensis Historia de Volaterrana calamitate. Besorgt von Francesco Luigi Mannucci; im Anhang vom selben Verfasser: 1, Gesta unius anni memorabilia (1478); 2, Moti genovesi e lunigianesi del 1463; 3, La battaglia della Molinella e il bellum tumultuarium in Lunigiana (1467); 4, La presa di Negroponte (1470); 5, De genuensibus et eorum revolutionibus, Città di Castello 1913
- 23.5: Leodrisii Cribelli De expeditione Pii papae II adversus Turcos. Besorgt von Giulio C. Zimolo, Bologna 1948–1950
- 24.1: Annales Arretinorum maiores et minores: aa. 1192–1343: mit weiteren Chroniken und Dokumenten, besorgt von Arturo Bini und Giovanni Grazzini, Città di Castello 1909–1912 (unvollständig)
- 24.2: La Mesticanza: 18 agosto 1434–6 marzo 1447, von Paolo di Lello Petrone; besorgt von Francesco Isoldi; im Anhang: 1, Il diario romano (1370–1410), attribuito a Gentile Delfino; 2, Il diario e memorie delle cose accadute in Roma (1422–1482), di Paolo Dello Mastro, Città di Castello 1910–1912
- 24.3.1: I diarii di Girolamo Priuli: aa. 1494–1512. Besorgt von Arturo Segre, Città di Castello / Bologna 1912–1921. (Textarchiv – Internet Archive)
- 24.3.2: I diarii di Girolamo Priuli: aa. 1499–1512. Besorgt von Roberto Cessi, Bologna 1933–1937
- 24.3.4: I diarii di Girolamo Priuli: aa. 1499–1512. Besorgt von Roberto Cessi, Bologna 1938–1941
- 24.4: Fragmenta historica ab Henrico et Hadriano Valesio primum edita, Anonymus Valesianus. Besorgt von Roberto Cessi, Città di Castello 1913
- 24.5: Il diario romano di Antonio di Pietro dello Schiavo: dal 19 ottobre 1404 al 25 settembre 1417. Besorgt von Francesco Isoldi, Città di Castello 1917
- 24.6: Chronicon Sublacense: aa. 593–1369. Besorgt von Raffaello Morghen, Bologna 1927
- 24.7a: Diario ferrarese dall'anno 1409 sino al 1502 di autori incerti. Besorgt von Giuseppe Pardi, Bologna 1928–1933
- 24.7b: Diario ferrarese, Anhang: Diario ferrarese dall'anno 1476 sino al 1504 di Bernardino Zambotti. Besorgt von Giuseppe Pardi, Bologna 1934–1937
- 24.8: Bartholomaei Senaregae De rebus Genuensibus commentaria: ab anno 1488 usque ad annum 1514. Besorgt von Emilio Pandiani, Bologna 1929–1932
- 24.13: Breve chronicon monasterii Mantuani sancti Andree ord. Bened.: aa. 800–1431, di Antonio Nerli. Besorgt von Orsini Begani; im Anhang: Aliprandina, o Cronica de Mantua, (dalle origini della città fino all'anno 1414) des Bonamente Aliprandi, Città di Castello 1908–1910
- 24.14: Juliani canonici Civitatensis chronica (aa. 1252–1364). Besorgt von Giovanni Tambara, Città di Castello 1906
- 24.15: Libellus de magnificis ornamentis regie civitatis Padue Michaelis Savonarole. Besorgt von Arnaldo Segarizzi, Città di Castello 1902
- 25.2: Orationes in laudem Francisci, Blancae M., J. G. Sfortiae Vicecomitum. Besorgt von Bartolomeo Miglierina und Carlo Castiglioni, Bologna 1938
- 26.1: Matthei Palmerii Liber de temporibus: aa. 1–1448. Besorgt von Gino Scaramella; im Anhang: Matthei Palmerii Annales (aa. 1429–1474) comunemente noti sotto il nome di Historia florentina, Città di Castello 1906–1915
- 26.2: Fragmenta Fulginatis historiae. Besorgt von Michele Faloci Pulignani, Bologna 1933
- 27.1: Ricordi di Firenze dell'anno 1459 di autore anonimo, besorgt von Guglielmo Volpi; im Anhang: Estratto dal poemetto di Anonimo: Terze rime in lode di Cosimo de' Medici e de' figli e dell'honoranza fatta l'anno 1458 (sic) al figlio del Duca di Milano ed al Papa nella loro venuta a Firenze, Città di Castello 1907
- 27.2: Cronica volgare di anonimo fiorentino: dall'anno 1385 al 1409, gia attribuita a Piero di Giovanni Minerbetti. Besorgt von Elina Bellondi, Città di Castello / Bologna 1915–1939 (unvollständig)
- 27.3: Roberti Ursi De obsidione Tiphernatum liber: a. 1474. Besorgt von Giovanni Magherini Graziani; im Anhang: Lettere di Giovanni Antonio Campano e di Francesco Tiberti intorno all'assedio di Città di Castello; Auszug aus der Cronaca di Benedetto Dei; Fragmente des Gedichts Vitellidos di Giovanni Gallo Galli; libro 9. des Gedichts Federici Montefeltri memorabilia gesta di Giovanni Antonio Pandoni detto il Porcellio, Bologna 1922 (unvollständig)
- 28.1: Magistri Tolosani Chronicon Faventinum: aa. 20 av.C.–1236. Besorgt von Giuseppe Rossini, Bologna 1936–1939 (vgl. Tolosanus)
- 28.2: Petri Cantinelli Chronicon: aa. 1228–1306. Besorgt von Francesco Torraca, Città di Castello 1902
- 28.3: Chronica breviora aliaque monumenta Faventina a Bernardino Azzurrinio collecta. Besorgt von Antonio Messeri, Città di Castello / Bologna 1905–1921
- 28.5: Statuta Faventiae. 1, Statuta civitatis Faventiae. Besorgt von Giuseppe Rossini; Einführung von Gaetano Ballardini, Bologna 1929–1930
- 30.1: Cronaca fiorentina di Marchionne di Coppo Stefani. Besorgt von Niccolò Rodolico, Città di Castello – Bologna 1903–1955
- 31.1: Petri Ansolini de Ebulo De rebus Siculis carmen. Besorgt von Ettore Rota, Città di Castello 1904–1910
- 32.1. Johannis Burckardi Liber notarum: ab anno 1483 usque ad annum 1506. Besorgt von Enrico Celani, Città di Castello / Bologna 1907–1942 (unvollständig)
- 33.1: Della historia di Bologna, parte III, del R.P.M. Cherubino Ghirardacci bolognese, dell'Ordine eremitano di S. Agostino. Besorgt von Albano Sorbelli, Città di Castello / Bologna 1915–1932
- 34.1: Due cronache del Vespro in volgare siciliano del sec. XIII. Besorgt von Enrico Sicardi; enthält: 1. Lu Rebellamentu di Sichilia; 2. La vinuta e lu suggiornu di lu Re Japicu in la gitati di Catania; (im Anhang: 1, Liber Zani de Procita et Palialoco; 2, Leggenda di messer Gianni di Procida; 3, 4, 5, die Kapitel, die über die Sizilianische Vesper berichten, Tesoro des Brunetto Latini in der Istoria fiorentina des Ricordano Malispini und in der Nuova cronica des Giovanni Villani; 6, Bolla di Martino IV contro re Piero d'Aragona), Bologna 1917–1935

## III. Serie oderFonti per la storia d’Italia Medievale / Rerum Italicarum Scriptores III serie(seit 1999)
Die dritte Serie wird vom Istituto Storico Italiano per il Medio Evo zu Rom herausgegeben.
- 1. Angelo Clareno, Opera. Historia septem tribulationum Ordinis minorum. Besorgt von Orietta Rossini. Einführung und Kommentar von Hanno Helbling, 1999
- 2. Dino Compagni, Cronica. Besorgt von Davide Cappi, 2000
- 3. Chronicon Sanctae Sophiae (cod. Vat. Lat. 4939). Besorgt von Jean-Marie Martin, 2000
- 4. Ricobaldus Ferrariensis, Compilatio chronologica. Besorgt von A. Teresa Hankey, 2000
- 5. Alexander monachus, Chronicorum liber monasterii sancti Bartholomei de Carpineto. Besorgt von Berardo Pio, 2001
- 6. Iannotius Manetti, De vita ac gestis Nicolai quinti summi pontificis, Edition und Übersetzung besorgt von Anna Modigliani, 2005
- 7. The ‘Historia Imperiale’ by Riccobaldo Ferrarese, translated by Matteo Maria Boiardo (1471–1473). Besorgt von Andrea Rizzi, 2008
- 8. Antonius Gallus, Commentarius de Genuensium maritima classe in Barchinonenses expedita anno MCCCCLXVI. Besorgt von Clara Fossati, 2010
- 9. Annales Cavenses. Besorgt von Fulvio Delle Donne, 2011
- 10. Cronache volgari del Vespro (darin: Leggenda di Messer Gianni di Procida, Biblioteca Estense universitaria di Modena, ms. it. 197; Cronaca del Vespro interpolata nel Tesoro volg, Biblioteca Nazionale Centrale di Firenze, Magliabechiano VIII 1375; Liber Jani de Procita et Palioco, Biblioteca Apostolica Vaticana, Vat. Lat. 5256), besorgt von M. Barbato, 2012
- 11. De rebus circa regni Siciliae curiam gestis: Epistola ad Petrum de desolatione Siciliae / Pseudo Ugo Falcando, besorgt von Edoardo D'Angelo, 2014 (mit italienischer Übersetzung) (= Edizione nazionale dei testi mediolatini d’Italia, 36)
- 12. Breve chronicon De Rebus Siculis. Besorgt von Fulvio Delle Donne 2017 (mit italienischer Übersetzung) (= Edizione nazionale dei testi mediolatini d’Italia, 42)
- 13. Liber Maiorichinus de gestis Pisanorum illustribus. Besorgt von G. Scalia (Edition), A. Bartola (Kommentar und Indices), M. Guardo (Übersetzung), 2017
- 14. Alessandro Pratesi, Paolo Cherubini (Hrsg.): Johannis Berardi. Liber instrumentorum seu Chronicorum monasterii Casauriensis seu Chronicon Casauriense
  - 14* (Vorbemerkung von Massimo Miglio; Liste der Subskribenten; Einführung; Elenco cronologico dei documenti; Tavola di raffronto: Documenti sovrani: imperiali, regi e pontifici; weitere Verzeichnisse; Buch I bis IV der Chronik) Rom 2017, ISBN 978-88-98079-69-8
  - 14** (Prologo ai documenti. Instrumentarium. Prima Parte) Rom 2018, ISBN 978-88-98079-77-3
  - 14*** (Instrumentarium. Seconda Parte (da Romano abate a Stefano abate)) Rom 2018, ISBN 978-88-98079-82-7
  - 14**** (Instrumentarium. Seconda Parte (da s. Guido abate a Leonate abate), Indice dei nomi, Errata corrige e integrazioni) Rom 2019, ISBN 978-88-98079-88-9
- 15. Albertino Mussato. De gestis Italicorum post Henricum VII Cesarem (Libri I–VII). Besorgt von Rino Modonutti, 2018